# Maandag begint alles opnieuw
Maandag begint alles opnieuw is een hoorspel van Michael Tophoff. De KRO zond het uit op dinsdag 28 maart 1967. De regisseur was Willem Tollenaar. Het hoorspel duurde 32 minuten.

## Rolbezetting
- Jan Borkus (een man)
- Fé Sciarone (een vrouw)
- Paul van der Lek (een regisseur)

## Inhoud
Zowel wat inhoud als wat vorm betreft is dit hoorspel heel bijzonder. Het behandelt de repetitie van een hoorspel en het speelt zich dus grotendeels af in een hoorspelstudio waar een acteur en een actrice de rollen spelen van een man en een vrouw, en de regisseur zijn aanwijzingen geeft vanuit de registratiekamer of regiekamer. Hij is dus gescheiden van de acteur en de actrice door een dikke ruit. Ze kunnen elkaar wel zien, maar direct contact is er niet. Hij kan ze met zijn stem slechts bereiken via een microfoon, en zij hem eveneens. Op een gegeven moment gaat de regisseur zelf deelnemen aan het spel als hij de rol van een acteur die verhinderd is op zich neemt. Het “spel” gaat over een huwelijk waarin de man en de vrouw eenzaam zijn gebleven en onbekenden voor elkaar zijn. Gesprekken zijn er niet, er worden machinaal gemeenplaatsen opgedreund. De grens tussen “spel” en “realiteit” is door de auteur weggevaagd, het een gaat onmerkbaar in het ander over, wat zeer fascinerend werkt en waardoor er vaak een dialoog ontstaat met als het ware een dubbele bodem… (uit de Radiogids)